# بخش حبیب‌آباد
بخش حبیب‌آباد یکی از بخش‌های شهرستان برخوار استان اصفهان ایران است.
طبق تقسیمات سیاسی ایران ۱۲ بخشداری غیر مرکزی در ایران بیشترین تعداد نقاط شهری را دارند که حبیب‌آباد نیز یکی از این بخش هاست.

## تقسیمات کشوری
- بخش حبیب‌آباد 
  - دهستان برخوار شرقی
  - دهستان شاپورآباد

شهرها : حبیب‌آباد ، شاپورآباد ، کمشچه

## جمعیت
براساس سرشماری عمومی نفوس و مسکن در سال ۱۳۹۵، جمعیت بخش حبیب‌آباد برابر با ۲۴،۷۴۱ نفر (۷،۷۶۵ خانوار) بوده‌است.